# Poppers

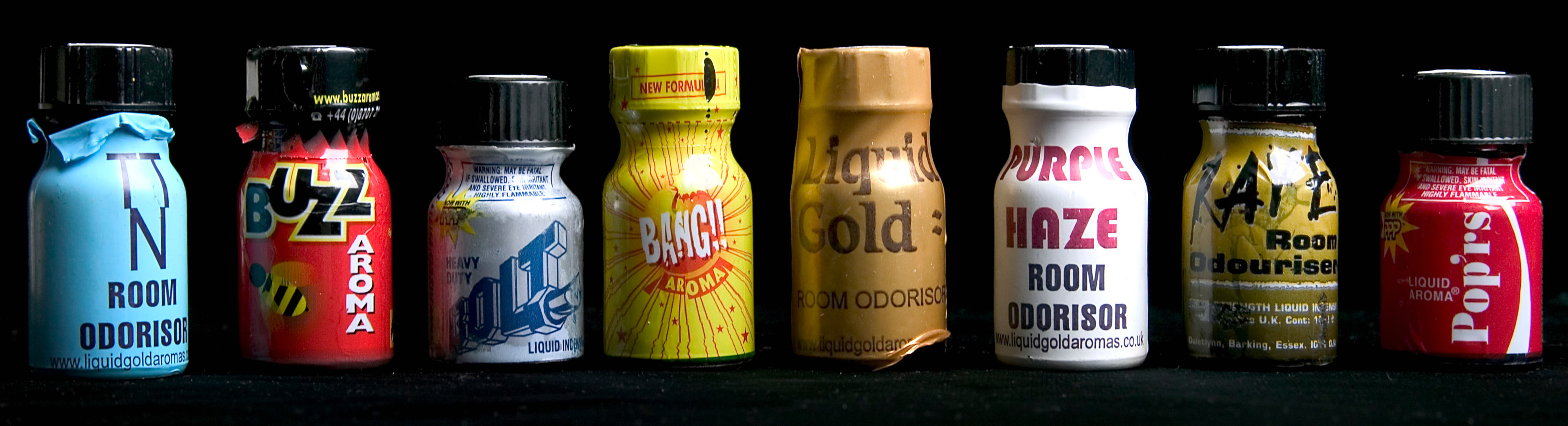
Ampolletes de popper

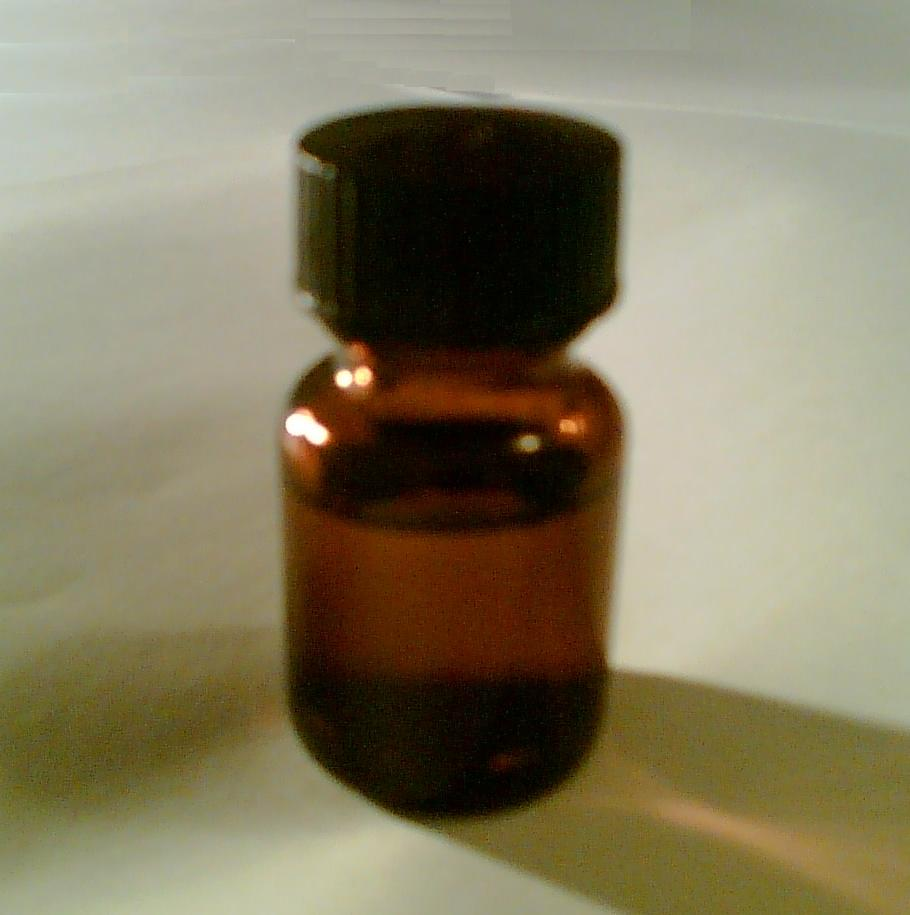
Una ampolleta de popper o poppers

El popper o poppers, or líquid, perico, putazo, rush, jolt, locker room, leather man, és una droga líquida incolora que es pren per inhalació, a base de nitrit d'amil, d'isobutil o d'alquil. El popper és una droga líquida groga o transparent i en principi sense olor que es ven en petits recipients en tubs d'assaig, o petits pots de vidre d'entre 10 ml i 30 ml. Es pren per inhalació, olorant directament d'una ampolla oberta o bé enxopat prèviament amb un drap. Es tracta d'una droga de síntesi, d'efecte estimulant i vasodilatador. Se'ls afegeix aromes que solen fer olor de fruita, quan estan frescos, i més aviat a mitjó brut quan el popper ja està ranci.

## Etimologia
S'origina el seu nom a partir que, la primera vegada que va ser produïda industrialment, com a fàrmac per combatre l'angina de pit, a causa del seu efecte vasodilatador i augmentador del flux sanguini, la presentació era un vial de vidre, que es trenca entre els dits per tal d'inhalar el contingut, feia un so que en anglès té l'onomatopeia "pop". Actualment han mantingut el nom, encara que les ampolles en tanquin amb tap de rosca.

## Història

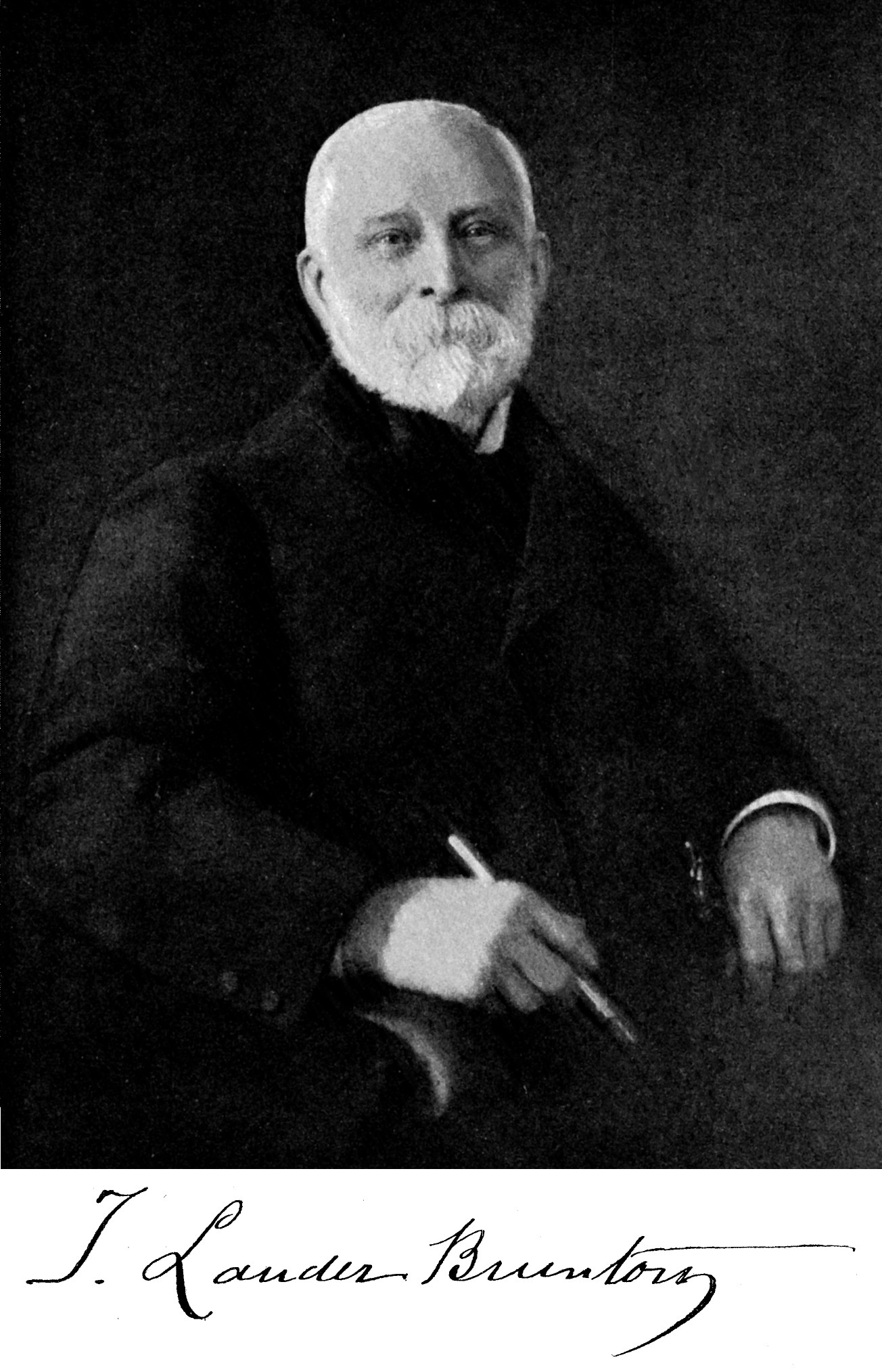
Thomas Lauder Brunton.

Thomas Lauder Brunton (1844-1916), un prestigiós metge escocès, va ser el primer a usar el nitrit d'amil per al tractament de l'angina de pit. L'ús clínic que li va donar Brunton al nitrit d'amil es va inspirar en els estudis d'aquesta substància realitzats per Arthur Gamgee i Benjamin Ward Richardson. Brunton va raonar que el dolor i la incomoditat causats per l'angina podrien reduir administrant nitrit d'amil per dilatar les artèries coronàries dels pacients, i així millorar la circulació sanguínia cap al múscul cardíac.
A més els alquilnitrits volàtils provoquen la formació de metahemoglobina pel que es van usar com a antídot de l'enverinament per cianur, ja que la metahemoglobina es combina amb el cianur per formar cianometahemoglobina que no és tòxica. Els equips d'emergència portaven nitrit d'amil entre els elements per contrarestar l'enverinament per cianur, però actualment aquest tractament es considera obsolet.
La revista Time i el Wall Street Journal van publicar articles sobre la moda consumir nitrit d'amil com a mitjà per incrementar el plaer sexual entre els homes homosexuals, i que ràpidament s'havia estès el seu consum entre els heterosexuals més innovadors causa d'una agressiva publicitat. Van realitzar entrevistes a la fi dels anys 1970 en què es revelava que existia un espectre molt ampli de consumidors.
No hi ha moltes enquestes sobre el consum d'aquesta època, però un estudi de 1988 va revelar que el 69% dels homes que havien tingut relacions homosexuals en l'àrea de Baltimore/Washington DC van declarar haver consumit popper alguna vegada, i que el 21% l'havia consumit en aquell any. L'enquesta també va revelar que l'11% dels consumidors d'altres drogues recreatives d'aquest territori havien consumit popper, incrementant-se la taxa al 22% entre els que consumien més quantitat de drogues, amb una mitjana d'edat del primer consum de 25,6. Els dos grups de l'enquesta consumien popper per «posar-se» encara que els homes homosexuals ho utilitzaven principalment durant les pràctiques sexuals. Es va registrar un descens del consum d'aquest grup després de l'epidèmia del sida, però no entre els consumidors d'altres drogues.
Un estudi de 1987 encarregat pel senat dels Estats Units i realitzat pel Departament de Salut i Serveis Humans va trobar que menys del 3% de la població total nord-americana havia consumit popper.
El consum per part menors ha estat històricament mínim a causa, en part, a la dificultat per aconseguir-ho per la prohibició de la seva venda.
El 2005 es va publicar un document que examinava l'ús de popper autodeclarat pels adolescents nord-americans de 12 a 17 anys en les enquestes nacionals sobre abús de drogues de 2000 i 2001. Del total dels enquestats d'aquest grup d'edat, un 1,5% van afirmar haver consumit popper. Aquest percentatge augmentava entre els majors de 14 anys.
En contrast amb aquestes baixes taxes en una enquesta duta a terme al nord-oest d'Anglaterra es va trobar un percentatge del 20% de consum autodeclarat entre els nois de 16 anys.

## Efectes farmacològics
Els efectes són molt ràpids i breus, "puja" al cap d'uns segons d'haver-lo olorat, i es nota en una forta sensació de calor i d'eufòria. També s'accentua la sociabilitat. Al cap d'un o dos minuts desapareix l'eufòria i la sociabilitat per deixar pas a una "baixada" o ressaca caracteritzada per esgotament i considerable depressió.
És un estimulant altament tòxic. El popper redueix la quantitat d'oxigen a la sang i dilata els vasos sanguinis, cosa que causa una baixada sobtada en la pressió arterial, i augmenta el ritme cardíac. Aquesta acció sobre el sistema circulatori repercuteix en el cor, podent provocar taquicàrdia, mareigs, baixada de pressió (hipotensió arterial), mal de cap i vòmits. Altres efectes són ensopiment, pèrdua de les inhibicions sexuals, enrogiment de la pell i problemes digestius. També baixa les defenses durant els dies següents a la seva inhalació, cosa que fa que el cos tingui un major risc d'agafar malalties.
El consum continuat a llarg termini produeix microtrencaments en els capil·lars del cervell que causen una deterioració de les seves funcions. Abusar del consum ocasiona trastorns a la pell del nas i de la boca, augment de la pressió ocular, cremades, taquicàrdia, convulsió, vertigen i coma. La sobredosi pot causar un col·lapse circulatori i la mort.
No s'ha de prendre en cap cas si es té anèmia o un glaucoma. La inhalació de poppers si es pren medicació antidepressiva, circulatòria o del cor pot posar en perill la vida del consumidor.
El popper és una substància altament inflamable, per la qual cosa s'ha de tenir sempre molta precaució de no obrir l'ampolla a prop de qualsevol mena de flama: encenedors, cigarretes, burilles, espelmes, etc., ja que produïria una explosió.

## Síndrome d'abstinència
No es coneixen gaire bé encara els símptomes de la síndrome d'abstinència d'aquesta droga, però se sap que poden aparèixer espasmes coronaris. Se sap també que creen una forta dependència psicològica, i moltes persones acaben creient que no poden tenir relacions sexuals si no prenen popper.

## Interaccions
La combinació de poppers amb altres fàrmacs posa en perill la salut, però la pitjor és la ingestió conjunta de sildenafil (p. ex.: Viagra™) amb popper, encara més perillosa que la viagra amb èxtasi, que pot produir una aturada cardíaca o una embòlia.
Una altra combinació que pot portar a la mort és la de poppers amb antidepressius (diazepam, prozac o fluoxetina, etc.), tant si es prenen com a droga com si és medicació. Tota mena de drogues a base de cafeïna (com begudes reconstituents, etc.) i drogues o medicaments que tinguin a veure amb la pressió sanguínia o amb el cor formen barreges amb els poppers que poden ser perilloses i fins i tot mortals.